# Jane Welsh
Jane Welsh (Bristol, 14 de janeiro de 1905 – 27 de novembro de 2001) foi uma atriz de cinema britânica. Ela nasceu Louisa Joyce Tudor-Jones.

## Filmografia selecionada
- The Bells (1931)
- The Missing Rembrandt (1932)
- Whispering Tongues (1934)
- Little Dolly Daydream (1938)
- Bell Bottom George (1943)
- Just William's Luck (1947)
- William Comes to Town (1948)
- The Second Mate (1950)
- Mantrap (1953)
- Little Red Monkey (1955)
- Another Time, Another Place (1958)